# Särna gammelkyrka
Särna gammelkyrka är en kyrkobyggnad intill Österdalälven i Särna. Den tillhör Idre-Särna församling i Västerås stift.

## Kyrkobyggnaden
En träkyrka har troligen funnits i Särna redan på medeltiden. Kyrkans äldsta delar är från 1684-1697 och finns i långhusets västra del. Ett kyrktorn i väster byggdes till 1706. 1766 förlängdes kyrkan åt öster då nytt kor och ny sakristia tillkom.
Gammelkyrkan övergavs vid början av 1880-talet när en ny kyrka var färdig. Egentligen skulle gamla kyrkan säljas men ingen köpare fanns. Kyrkan förföll men 1953–1954 genomgick den en omfattande restaurering efter förslag av arkitekt Ragnar Hjorth.
Kyrkan har en stomme av liggtimmer och består av rektangulärt långhus med rakt avslutat kor i öster, en sakristia i norr och ett kyrktorn i väster som är klätt med träspån.

## Inventarier
- En tidigare altartavla som numera hänger på södra väggen är målad 1689 av Israel Ericksson. Tavlan visar människor i 1600-talsdräkt.
- Nuvarande altartavla är målad 1775 av Anders Berglin från Hackås. Tavlans motiv är Kristi himmelsfärd. (Apostlagärningarna 1:9-11)
- Predikstolen är från 1728. Tidigare predikstol är snidad 1688 av prästen Gabriel Gudmundus Floræus.

## Galleri

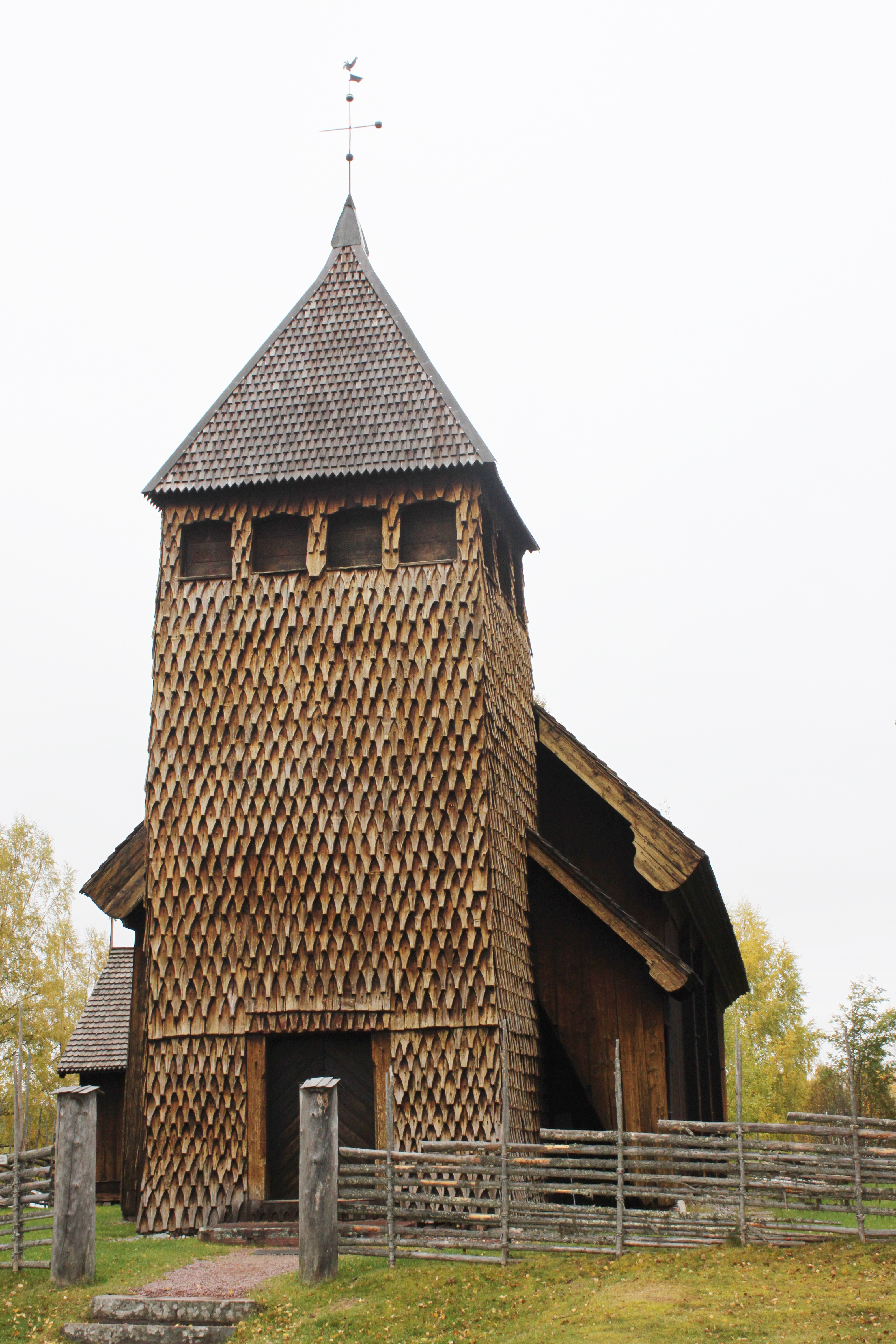
Särna gammelkyrka med kyrktornet.
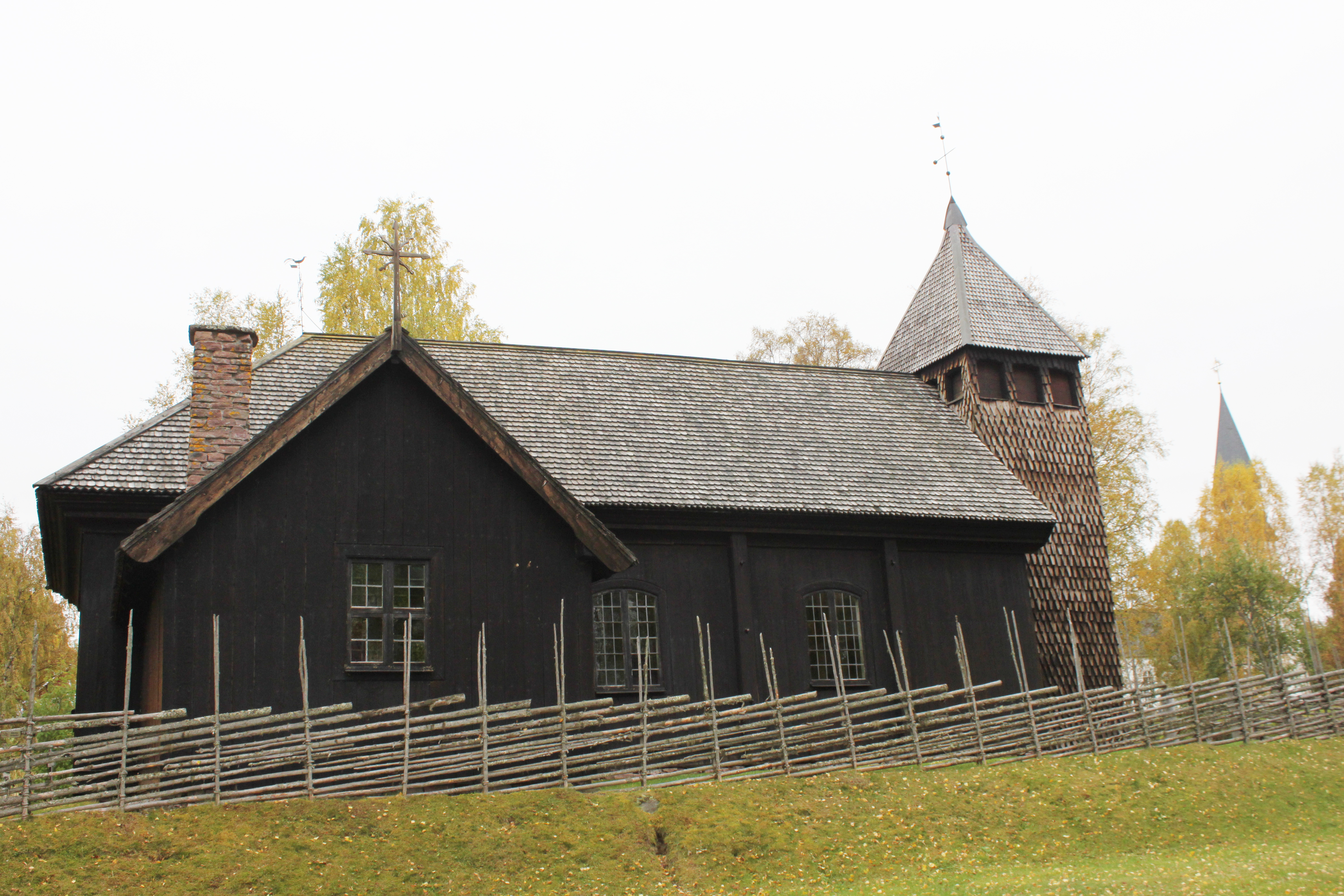
Ena långsidan av Särna gammelkyrka.
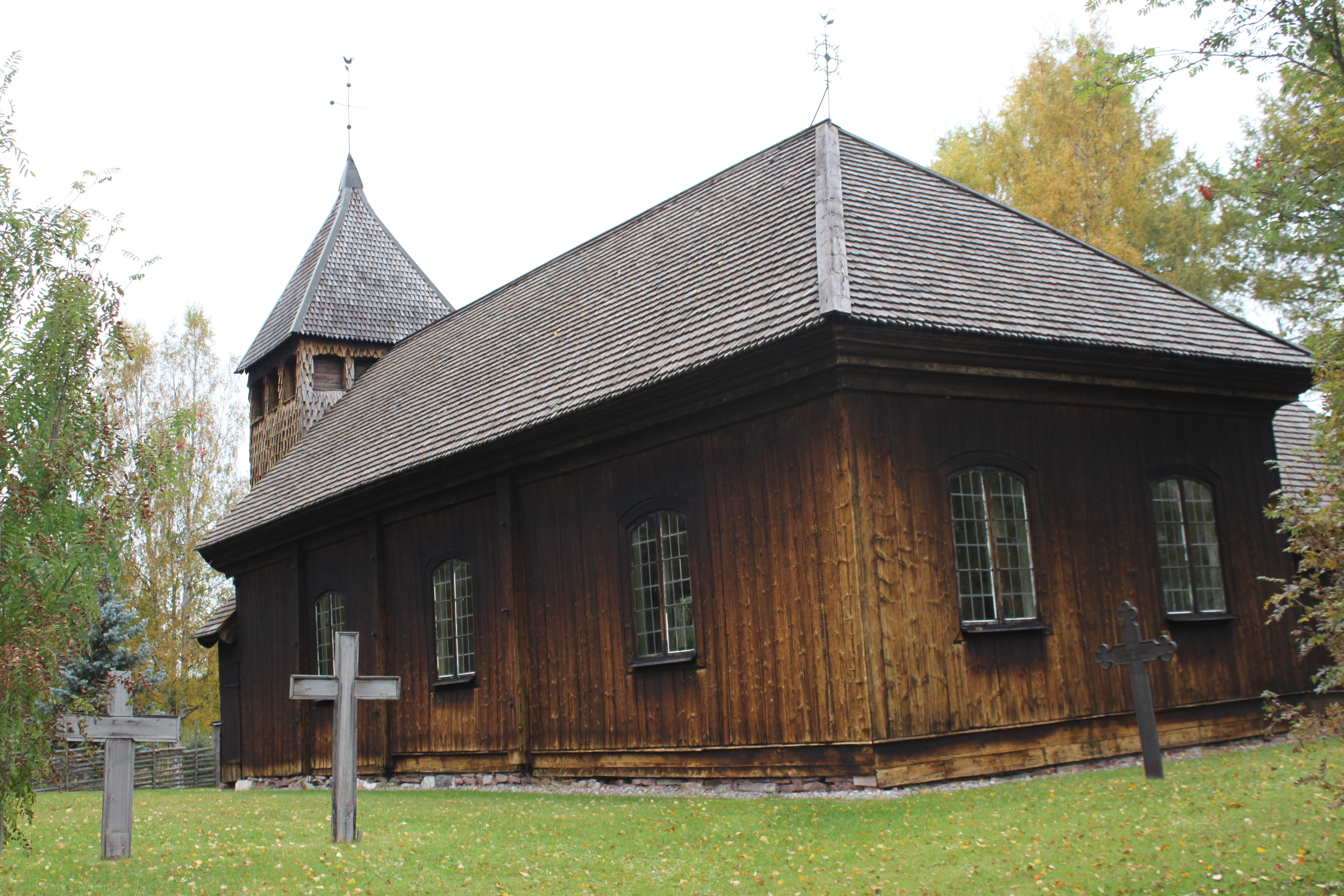
Särna gammelkyrka med baksidan.
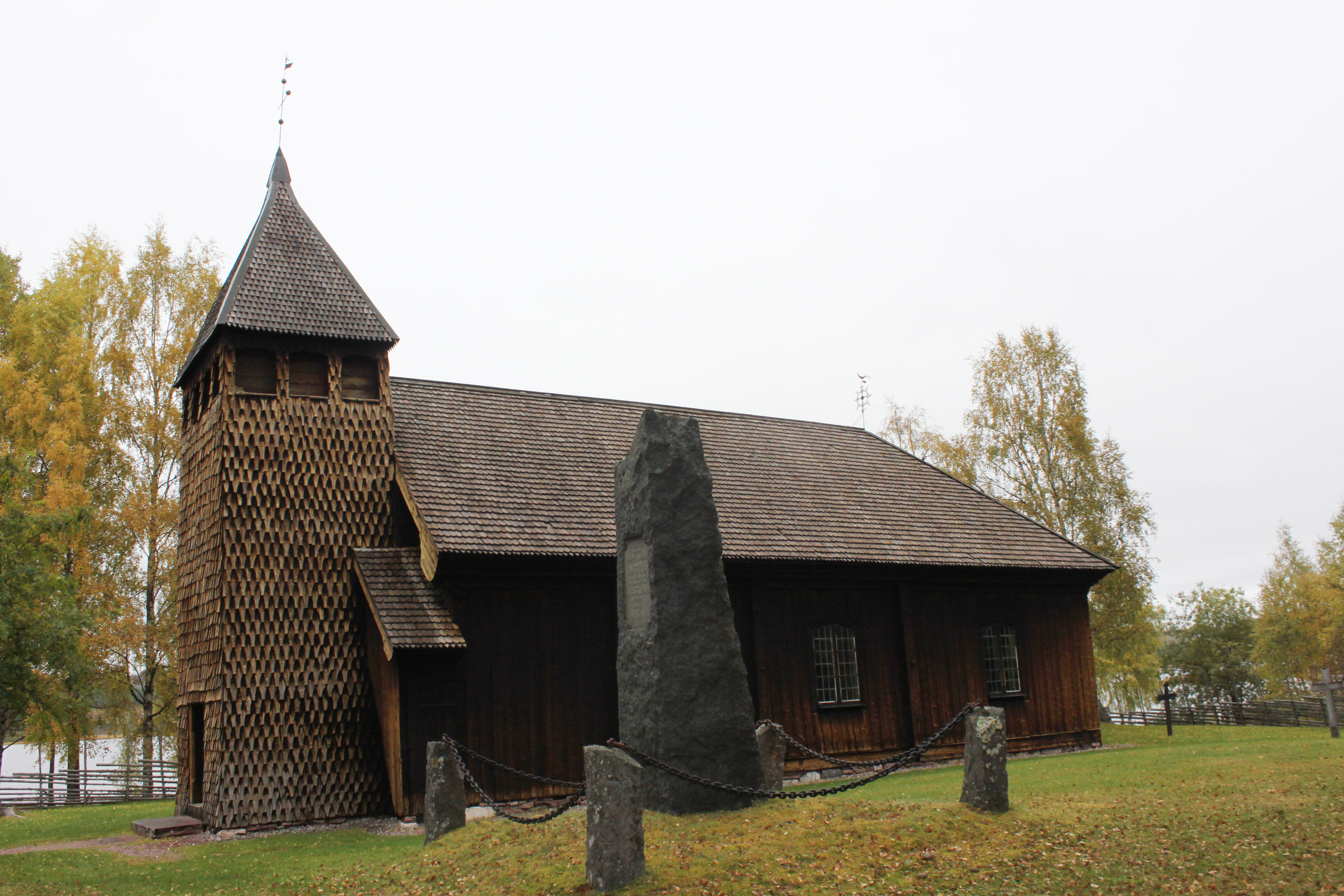
Särna gammelkyrka med minnesstenen över kaplanen Daniel Buskowius.

### Webbkällor
- byggnadspresentation
- anläggningspresentation
- Älvdalens kommun
- Idre-Särna församling
- Wikimedia Commons har media som rör Särna gammelkyrka.